# Robert Friedmann (Manager)

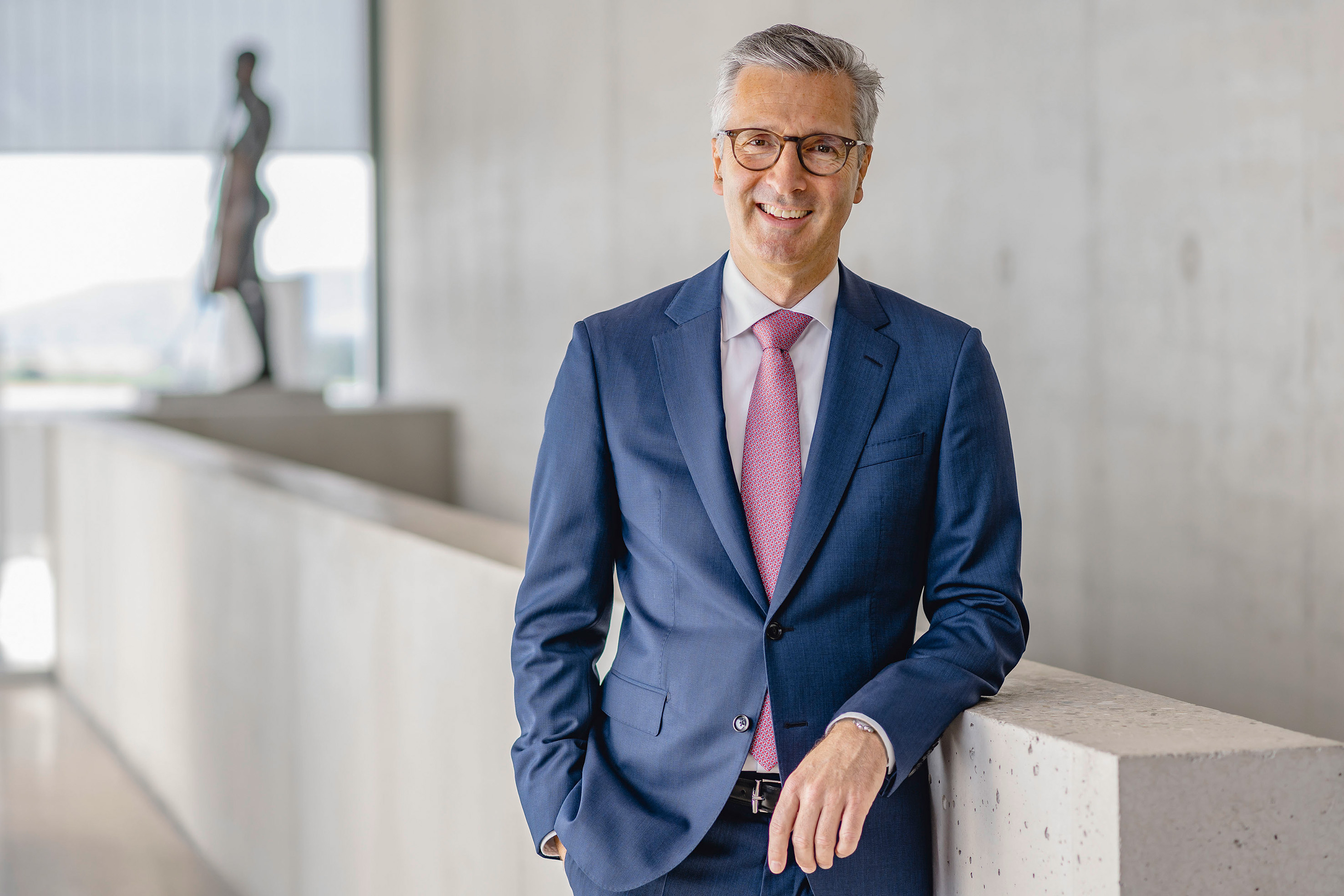
Robert Friedmann

Robert Friedmann (* 10. Juli 1966 in Lindau (Bodensee)) ist ein deutscher Manager. Seit 2005 ist er Sprecher der Konzernführung der Würth-Gruppe.

## Leben und Wirken
Nach einer Ausbildung zum Industriekaufmann in einem Familienbetrieb am Bodensee erwarb Friedmann über den zweiten Bildungsweg die allgemeine Fachhochschulreife. Von 1988 bis 1991 studierte er Betriebswirtschaftslehre an der FH Pforzheim. 1992 schloss er sein Studium an der Kelley School of Business der Indiana University in Bloomington (USA) als Master of Business Administration (MBA) ab.
Direkt nach dem Studium stieg Friedmann 1992 bei der Würth-Gruppe ein und begann seine Karriere als Assistent der Konzernleitung. Bereits 1997 berief ihn Reinhold Würth in die Geschäftsführung des Werkzeugherstellers Hahn+Kolb in Stuttgart, eines Tochterunternehmens. 2004 wurde Friedmann Mitglied der Konzernführung der Würth-Gruppe, seit 2005 ist er Sprecher der Konzernführung.
2017 wurde Friedmann Mitglied des Aufsichtsrates des Autozulieferers ZF. Seit 2018 gehört er dem Aufsichtsrat des Herstellers von Verpackungs- und Abfülltechnik Krones AG an.